# 琉球人名
琉球人名指的是琉球族使用的名字。在琉球国時代，琉球的平民僅擁有童名（琉球語：／  ?），而沖繩本島的士族則既擁有唐名（／ ，即中國式姓名）又擁有和名（／ ，即日本式姓名），並有名乘（琉球語：／ ，琉球名），外島士族則只有漢式複姓、名乘與和名。1879年琉球滅亡後，唐名不再視為正式名。如今的琉球人，多以標準日本語讀自己的姓名，使用琉球語讀姓名的較少見。

## 历史
最早琉球人不論國王貴族還是平民百姓，都沒有姓氏只有名字。例如察度（三山時代中山王）、亞蘭匏（察度王時期的攝政）、三五良亹（思紹王的大臣）等。因此名字往往與祖輩同名，造成許多麻煩。1430年，業已統一三山的中山王巴志遣使向明朝報告統一之事。明宣宗遣使冊封巴志為「琉球國中山王」，賜姓為「尚」。這是琉球使用唐名（中國名字）之始。但除了王族和祖籍為中國福建的琉球人（閩人三十六姓），琉球國的大臣和平民依舊使用原先的琉球名。
後來到了第二尚氏王朝時期，因為受到中國文化和日本文化的影響，琉球沖繩本島的士族男子開始同時使用唐名與和名，唐名皆為中國姓氏+中國名諱，主要用於對中國的官方文書和家譜之中。和名主要用於與日本的外交文書上，在家譜上也有記載。然而，祖籍為琉球本土的琉球人與閩人三十六姓，其和名有些許不同。此外，士族男子又有出現了一種新的琉球式姓名，使用漢字，只用於國內及對內文書。原來的琉球名則改稱童名。然而，一些平民因得到官爵而晉身下級士族，稱為「新參士族」，之後就有漢姓和唐名，平民則被稱為「無系」。外島如八重山系、宮古系的士族則採用兩個漢字組成的複姓（如忠導、梅公、上官等）及琉球名，但不容許擁有唐名。
特別要指出的是，17世紀初期，薩摩藩入侵琉球，將琉球變為其附庸國，並割奄美群島為薩摩藩的藏入地（直轄領）。1624年，為與日本人的姓名相區別，薩摩藩藩主島津重豪下令將奄美群島的琉球人和名中的苗字（家名）全部改為一個字，如「與」、「中」、「德」、「文」等；同時要求琉球王府將與日本姓氏漢字相同的琉球家名漢字改為在琉球語中同音的三個字。在薩摩藩的壓力下，琉球王府被迫下令更改了一些琉球家名。例如，「船越」改為「富名腰」，「德川」改為「渡久川」，「德山」改為「渡久山」，「前田」改為「真榮田」等。唐名、琉球式姓名、童名則不受影響。但奄美群島的士族從此失去士族地位，名乘制亦被薩摩藩廢除，也失去了家譜，現代的奄美士族後裔已經不知道自己的本姓了。
1879年，琉球國被日本吞併後，沖繩縣廳允許平民使用姓氏，同時除尚泰王男性後代繼續使用唐名為合法名字外，其他人的唐名不再具有合法地位，琉球人的戶籍名亦改為日式姓名。現時大部份士族後裔已經沒有再取唐名，只在宗族活動中使用唐姓，但仍有少數人由長輩或自己取唐名，如考古學家安里嗣淳為首里士族孫氏安里家出身，唐名孫中路。平民大多使用自己所在的地名為姓（苗字），士族後代除極少數仍然沿用漢姓外（如東氏津波古殿內後人現時仍用東姓作戶籍名之苗字），均以父親之封地為苗字，男子以名乘為名，女子則改用日式名，漢姓則只於家譜及宗族活動中使用。尚泰王之女性後代仍然使用尚姓，名字為日式名，如尚泰王於琉球滅亡後所生的七個女兒名尚政子、尚八重子、尚君子、尚小夜子、尚鈴子、尚貞子、尚千代子。使用琉球 童名的傳統也自此式微，一些人改用日式幼名。而受到標準語運動的影響，不少琉球語地名和姓名被改用標準日本語的發音，例如「喜屋武」的發音從「キャン」改為「キヤタケ」，「大城」的發音由「ウフグスク」改為「オオシロ」。這在沖繩島戰役前並不常見，但現在多改用標準日本語發音。只有「東江」（アガリエ）、「仲村渠」（ナカンダカリ）等少數地名保留了琉球語的發音，與標準日本語的發音有著很大差異。
在1953年琉球政府頒佈的戶籍整備法中，沖繩市許多人進行改姓，如「島袋」姓改為「島」姓，「比嘉」姓改為「青山」、「內田」、「吉田」、「廣山」、「吉村」、「宮森」、「豐田」等。但有些人因為改姓進不了家族墓地，於是很多人又改回原來的苗字。

## 士族男子姓名
祖籍為中國福建的琉球人都是閩人三十六姓的後代，在家譜上屬於久米村系。其和名為家名+稱號+字。其中，士族的家名（琉球語：／ ）往往以自己所領有的領地（間切）名字命名。士族子弟出生時，使用其父的家名作為和名的姓；如果被賜以另一個間切的地頭為封地，則將和名姓氏改為自己所領封地的名字。因此會出現父子、兄弟，甚至同一個人在不同時期的和名姓不同的情況。稱號即其本人的官階。稱號之後的是其中文的字或號，無字號者則使用其中國名諱。琉球式姓名為漢姓+「氏」字+字。例如，鄭迵的和名為「謝名親方利山」，其中，「謝名」是其領有的封地謝名村的名字，「親方」為其位階，「利山」是他的字，琉球名則是「鄭氏利山」。
祖籍為琉球本土的琉球人，在家譜上屬於首里那霸系或泊村系，其和名為家名+稱號+名乘。其中，家名、稱號與久米村系琉球人的命名規則相同。名乘則是其日本名。名乘的第一個字被稱為「名乘頭」（琉球語：／ ），名乘頭是由家族世代相傳。例如，馬良弼的和名為「名護親方良豐」，其中，「名護」是其封地名護間切的名字，「親方」為其位階，「良豐」是其名乘；「良」字則是馬姓小祿家的名乘頭，世代相傳。琉球式姓名為「馬氏良豐」。而外島的士族只有琉球式姓名，沒有唐名，採用兩個漢字並使用音讀的複姓，如仲宗根豐見親姓忠導，名乘玄雅，琉球式姓名為「忠導氏玄雅」。

## 士族女子姓名
士族女子與男子同樣使用漢姓，她們通常有號，有些還有唐名、字。女子姓名有時會以漢姓+「氏」字+童名表示，如蔡溫之母葉氏，童名真吳瑞，在家譜上就記為「葉氏真吳瑞」。由於童名經常與他人重複，需要區別時會以號稱呼。

## 童名

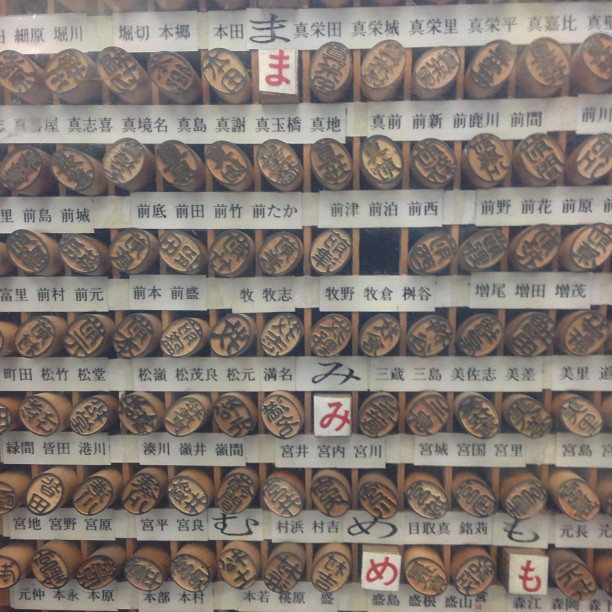
日本鹤见冲绳城街头展示的琉球人名印章

當琉球人有姓氏概念後，士族就把之前沿用的琉球名改為童名，不再作為正式名字使用。但平民依然只有童名作為正式名字。王族、士族與平民的童名命名規則又有差異。王族之童名皆有接頭美稱「真」或「思」與接尾美稱「金」，如尚維衡童名「思德金」，尚真王童名「真加戶樽金」。士族只有接頭美稱或接尾美稱其中一種，如程順則童名「思武太」，馬克承童名「思龜」，翁寄松童名「太郎金」，麻平衡童名「真市」。平民則沒有接頭與接尾美稱，但也有極少數士族童名沒有美稱，也有些具備一定成就的平民被人加上接頭美稱來稱呼以表示尊敬。
童名相同的平民很多，多在童名前加上祖籍、居住地或出身地區別。例如童名相同的同村者加上「屋號」於前，不同村者則以「村名」區別。如平民出身、後成為侏𠌯（藝娼）的琉歌女歌人吉屋鶴（吉屋チル），名稱中的「鶴」是童名，「吉屋」是出身地，由於她的琉歌造詣很高，也被尊稱為「吉屋思鶴」。

## 五大姓
在第二尚氏王朝時期，只有國王及其王子才使用「尚」姓。故尚姓是琉球王家直系血統的象徵。而按司及以下的王族則被賜予向氏。尚氏和向氏的名乘頭都是「朝」字輩。例如，尚穆王的第三子尚周（義村王子朝宜）為尚氏，但其子只能像向成顯（義村按司朝睦）一樣，從二世開始使用向氏。
同時，有功績的按司，也能被賜予「王子」稱號和尚氏。例如，尚宣謨（今歸仁按司朝義）因對薩摩藩外交的功績而被陞為王子。
最初，王族並不一定姓向氏，名乘頭也不一定是「朝」字，如向象賢（羽地按司朝秀）在生前原姓「吳」，其名乘為「重家」。統一王族姓氏和名乘頭的制度於1691年被頒佈，王族紛紛據此改名，其先祖也被改為「向」姓。
在第二尚氏王朝時期，向氏作為國王的分家擁有相當大的勢力，並與另外四個勢力較大的門中翁氏、馬氏、毛氏池城、毛氏豐見城，併稱為「五大姓」、「五大名門」；亦有將毛氏池城家與毛氏豐見城家合稱毛氏，而與其他三家併稱為「四大名門」的說法。
| 姓     | 向氏                       | 翁氏                         | 馬氏                             | 毛氏池城                     | 毛氏豐見城                 |
| ------ | -------------------------- | ---------------------------- | -------------------------------- | ---------------------------- | -------------------------- |
| 元祖   | 尚圓王                     | 翁壽祥 （国頭親方盛順）      | 馬良詮 （大浦添親方良憲）        | 毛龍喧 （新城親方安基）      | 毛國鼎 （中城護佐丸盛春）  |
| 名乘頭 | 朝                         | 盛                           | 良                               | 安                           | 盛                         |
| 家名   | 伊江、小祿、本部、讀谷山等 | 永山、玉城、伊舎堂、仲井真等 | 小祿、与那原、宮平、仲吉、仲眞等 | 池城、美里、東風平、佐渡山等 | 豐見城、国頭、富川、龜川等 |
| 備考   | 王家分家（按司家等）       | 出三司官6人                  | 出三司官21人                     | 出三司官18人                 | 出三司官15人               |

## 現今沖繩縣琉球人的十大姓
下表是現今居住在沖繩縣的琉球族人最常見的十大姓氏，並附有日本語和琉球語兩種讀音。當中日本語讀音用平假名書寫，琉球語讀音使用片假名書寫。
| 姓氏 | 日本語讀音                             | 琉球語讀音                             | 著名人物                 |
| ---- | -------------------------------------- | -------------------------------------- | ------------------------ |
| 比嘉 | ひが                                   | フィジャ                               | 瑞安·比嘉 比嘉愛未       |
| 金城 | かねしろ或きんじょう                   | カナグシク或カナグスク                 | 金城武 金城綾乃 金城哲夫 |
| 大城 | おおしろ                               | ウフグシク或ウフグスク                 | 大城立裕                 |
| 宮城 | みやぎ                                 | ナーグシク或ナーグスク或ンミャーグシク | 宮城長順                 |
| 新垣 | あらかき或あらがき或しんがき或にいがき | アラカチ                               | 新垣渚 新垣結衣 新垣里沙 |
| 玉城 | たまき或たましろ                       | タマグシク或タマグスク                 | 玉城千春 玉城ティナ      |
| 上原 | うえはら                               | ウィーバル                             | 上原多香子               |
| 島袋 | しまぶくろ                             | シマブク                               | 島袋寬子 島袋美由利      |
| 平良 | たいら                                 | ティーラ                               | 平良進 平良富 平良海馬   |
| 山城 | やましろ                               | ヤマグシク或ヤマグスク                 | 山城智二                 |

## 腳註
1. ↑  人民日報「琉球」論文：沖縄反応は複雑
2. ↑  津波古殿内紋章 的存檔，存档日期2010-06-16.
3. ↑  『沖縄県姓氏家系大辞典』角川書店、平成4年、23頁参照。
4. ↑  《沖繩縣姓氏家系大辞典》23頁
5. ↑  日本常用姓氏沖繩縣部分 （页面存档备份，存于），Chakuwiki

## 外部連結
- http://park14.wakwak.com/~myj/lanking/47.html （页面存档备份，存于）